# Парабоско, Джироламо
Джиро́ламо Парабо́ско (итал. Girolamo Parabosco; ок. 1524 года, Пьяченца — 21 апреля 1577 года, Венеция) — итальянский поэт, прозаик, комедиограф, органист.
Жил преимущественно в Северной Италии, был тесно связан с венецианской художественной интеллигенцией. Создал сборник новелл «Потехи». В смысле подачи материала был весьма традиционен: компания молодых людей укрывается от непогоды у рыбаков и в течение трёх дней рассказывает истории «за» или «против» женщин. Был официальным органистом венецианского Собора Святого Марка. На стихи Парабоско писал мадригалы Франческо Орсо.